# Antonia Ockerse
Antonia Ockerse, ook Antoinette, (gedoopt Vianen, 6 mei 1762 — Leiden, 25 december 1828) was een Nederlandse schrijfster.

## Leven en werk
Ockerse werd in 1762 in Vianen geboren als tweede kind en oudste dochter van acht kinderen. Haar ouders waren de Vianense notaris Rudolphus Ockerse en Alida Joorman.
In 1778 verhuisde Ockerse op zestienjarige leeftijd naar Utrecht, waar haar broer Willem theologie studeerde. Samen met hem sloot ze zich aan bij een literair genootschap, Dulces ante omnia Musae. Hier leerde ze ook Joannes Petrus Kleyn kennen.
In 1782 was Willem klaar met zijn studie en vertrok hij naar Baarn en ging Antonia met hem mee. In 1783 begon ze te corresponderen met Kleyn en op 11 juli 1784 trouwden ze in Baarn. Het echtpaar vestigde zich in Hoge Zwaluwe. In datzelfde jaar schreef Ockerse haar eerste gedichten. Aanvankelijk publiceerde zij haar gedichten samen met haar man, waaronder de bundel met Oranjegezind getinte gedichten Krijgsliederen. Haar eigen werk bestond in die tijd uit gevoelige, rijmloze gedichten, zoals bijvoorbeeld "Aan de melancholie". Vanaf 1800 publiceerde zij haar werk zelfstandig. Ook vertaalde zij onder andere werken van Friedrich Strauß en van Fanny Tarnow uit het Duits en van Robert Blair uit het Engels.
Ockerse overleed in december 1828 op 66-jarige leeftijd in Leiden, waar ze haar laatste levensjaren woonde. Zij en Kleyn kregen 7 kinderen, van wie ook haar dochter Adelaide een dichtbundel schreef. Haar kleindochter was de schrijfster Elisabeth Hasebroek, die samen met haar broer en eveneens schrijver Johannus een nieuwe versie van de door Ockerse vertaalde Kerkklokstoonen maakte.

### Vertalingen
- Kerkklokstoonen, Amsterdam, 1818/1820 (vertaling van Friedrich Strauß, Glockentöne – Erinnerungen aus dem Leben eines jungen Geistlichen)
- Het graf, 1819 (vertaling van Robert Blair, The grave)
- Helon's bedevaart naar Jerusalem, 1820/1822 (vertaling van Friedrich Strauß, Helons Wallfahrt nach Jerusalem)
- Jezus en de vrouwen, 1821 (vertaling van Christian Adolph Pescheck, Jesus und die Frauen)
- De doop in de Jordaan, 1822 (vertaling van Friedrich Strauß, Die Taufe im Jordan)
- Het goede vrouwenhart, de ware bron van vrouwengeluk, 1823 (vertaling van Fanny Tarnow, Mädchenherz und Mädchenglück)
- Over den zielenvrede, voor Christelijke vrouwen, 1827 (vertaling van  Ursula Elisabeth von Motz, Ueber den Seelen-Frieden)

- Biografisch Portaal: 18726376
- Digitale Bibliotheek voor de Nederlandse Letteren: kley002
- International Standard Name Identifier: 0000 0000 5917 6247
- Nederlandse Thesaurus van Auteursnamen: 070097887
- Système universitaire de documentation: 266760856
- Virtual International Authority File: 86323295